# Batorz
Batorz (em polonês/polaco: Gmina Batorz) é uma gminy (comuna) na Polónia, na voivodia de Lublin e no condado de Janowski. A sede do condado é a cidade de Batorz.
De acordo com os censos de 2004, a comuna tinha 3 540 habitantes, com uma densidade 50 hab/km².

## Área
Estende-se por uma área de 70,81 km², incluindo:
- área agricola: 76%
- área florestal: 18%

## Demografia
Dados de 30 de Junho 2004:
|                      | Total   | Total | Mulheres | Mulheres | Homens  | Homens |
| -------------------- | ------- | ----- | -------- | -------- | ------- | ------ |
|                      | pessoas | %     | pessoas  | %        | pessoas | %      |
| População            | 3540    | 100   | 1781     | 50,3     | 1759    | 49,7   |
| Densidade (pop./km²) | 50      | 100   | 25,2     | 25,2     | 24,8    | 24,8   |

De acordo com dados de 2002, o rendimento médio per capita ascendia a 1322,39 zł.

## Subdivisões
- Aleksandrówka, Batorz, Błażek, Nowe Moczydła, Samary, Stawce, Stawce-Kolonia, Węglinek, Wólka Batorska, Wola Studzieńska, Wola Studzieńska-Kolonia.

## Comunas vizinhas
- Godziszów, Modliborzyce, Szastarka, Zakrzew, Zakrzówek,